# Шеффилдский университет
Шеффилдский университет, или Университет Шеффилда (англ. University of Sheffield, англ. Sheffield University) — университет в городе Шеффилд, Англия, Великобритания. Основан в 1905 году. Входит в группу британских университетов «Расселл».

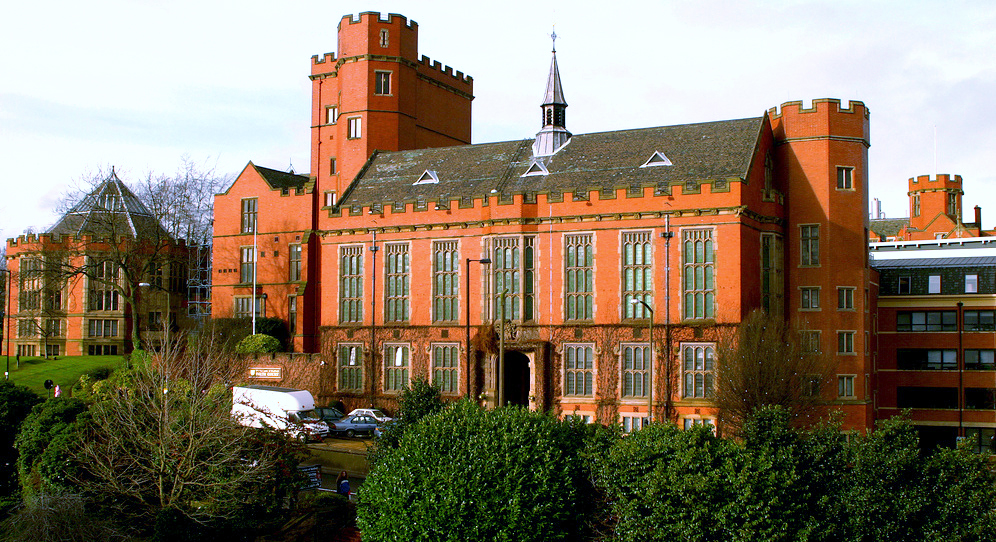

Согласно академическому рейтингу Шанхайского университета Цзяо Тун, входит в топ-100 университетов мира и топ-10 университетов Великобритании. Лучший университет 2011 года по версии газеты «Таймс».
Шесть выпускников Шеффилдского университета стали лауреатами Нобелевской премии в области физиологии или медицины и химии:
- Физиология или медицина
  - 1945 — Хоуард Уолтер Флори (совместно)
  - 1953 — Ханс Адольф Кребс (совместно)
- Химия
  - 1967 — Джордж Портер (совместно)
  - 1993 — Ричард Джон Робертс (совместно)
  - 1996 — Харольд Крото (совместно)
  - 2016 — Стоддарт, Джеймс Фрейзер (совместно)